# Kabinett Hoffmann II (Saarland)
Als Kabinett Hoffmann II bezeichnet man die saarländische Landesregierung unter Ministerpräsident Johannes Hoffmann (CVP) vom 14. April 1951 bis zum 23. Dezember 1952.
Nachdem die SPS-Minister des Saargebietes im April 1951 wegen Streitigkeiten zurückgetreten waren, zerbrach auch das Regierungsbündnis aus CVP und SPS. Daraufhin regierte die CVP, die im Landtag über die absolute Mehrheit verfügte, alleine weiter. Dem neu gebildeten Kabinett gehörten an:
| Amt                                                               | Name              | Partei | Partei    |
| ----------------------------------------------------------------- | ----------------- | ------ | --------- |
| Ministerpräsident                                                 | Johannes Hoffmann |        | CVP       |
| Minister des Inneren                                              | Edgar Hector      |        | CVP       |
| Minister für Justiz                                               | Erwin Müller      |        | CVP       |
| Minister für Kultus, Unterricht und Volksbildung                  | Erwin Müller      |        | CVP       |
| Minister für Finanzen und Forsten                                 | Friedrich Reuter  |        | parteilos |
| Direktor des Ministeriums für Kultus, Unterricht und Volksbildung | Eugen Meyer       |        | parteilos |
| Minister für Arbeit und Wohlfahrt                                 | Johannes Hoffmann |        | CVP       |
| Minister für den Wiederaufbau                                     | Johannes Hoffmann |        | CVP       |
| Minister für Wirtschaft, Verkehr, Ernährung und Landwirtschaft    | Franz Ruland      |        | CVP       |